# Jacques Charles Brunet
Jacques Charles Brunet (Parigi, 2 novembre 1780 – 14 novembre 1867) è stato un bibliografo francese.

## Biografia
Figlio di un libraio, fu educato in un'atmosfera intrisa di cultura e sin da giovane venne attratto dalla bibliografia.
Esordì a diciassette anni scrivendo il catalogo dei libri di Armand-Thomas Hue di Miromesnil.
Nel 1802 pubblicò un supplemento al Dictionnaire bibliographique de livres rares (1790) di Charles Pinot Duclos e Cailleau, ottenendo un buon successo.
Sulla scia dei buoni risultati editoriali riscossi, nel 1810 diede alle stampe la prima edizione del suo Manuel du libraire et de l'amateur des livres (3 vol. divenuti 6 nell'edizione del 1860), che divenne ben presto, grazie al rigore e al metodo innovativo, uno standard imitato nel tempo.
Tra i suoi lavori seguenti si annoverarono le Nouvelles Recherches bibliographiques (1834), le Notices sur les différentes éditions des Heures gothiques, le Notices sur deux anciens romans, intitulés «Les chroniques de Gargantua» e le Recherches bibliographiques et critiques sur les éditions originales des cinq livres du roman satirique de Rabelais (1852).
La notorietà di Brunet è però soprattutto dovuta al nuovo sistema di classificazione bibliografica, detto "sistema Brunet", introdotto nel sesto tomo del Manuel du libraire che venne utilizzato da molte biblioteche europee. La classificazione proposta da Brunet prese spunto da quella già esistente di Marchand (1706), perfezionata poi successivamente dal libraio Martin nel 1711, ampliandola sia al livello di suddivisione sia per altri elementi di metodo. La necessità della nuova classificazione venne prepotentemente alla ribalta con i continui sviluppi del mondo delle scienze e della ricerca che imponevano discipline innovative. Il Brunet suddivise lo scibile umano in cinque grandi classi ("Table méthodique"): Teologia, Giurisprudenza, Scienze e Arti, Belle lettere e Storia, ognuna delle quali si ripartiva in categorie e queste ultime in divisioni. La classificazione di Brunet è rimasta in vigore anche successivamente e fino alle modifiche apportate da quella decimale del Dewey.
Gli ultimi lavori di Brunet furono i cataloghi del marchese Germain Garnier (1822), di Chasseriau (1822), di Dieulafoy (1824) e del Duca di Plaisance (1824).
Il 9 maggio 1824, suo padre ebbe un malore e morì il 26 dello stesso mese. Da quel momento in poi, Brunet rinunciò alla sua professione di libraio.
Nel 1845, su proposta del conte di Salvandy, allora ministro della pubblica istruzione, Brunet ricevette la croce della Legion d'onore.
Nel 1848 e nel 1849 fece parte del Comitato per l'organizzazione delle biblioteche pubbliche.
Successivamente ha proseguito a lavorare alle ultime edizioni del Manuel du libraire.
Brunet morì nel suo appartamento all'età di ottantasette anni.
I suoi funerali si sono svolti il 16 novembre, nella chiesa di Saint-Germain-des-Prés e fu sepolto nel cimitero di Montparnasse.

## Opere principali
- Manuel du libraire et de l'amateur de livres,  contenente 1: un nuovo dizionario bibliografico ... 2: una tavola simile a catalogo ragionato, Parigi, Brunet, 1810, 3 vol. sito web v.1
- Nouvelles Recherches bibliographiques pour servir de supplément au Manuel du libraire et de l'amateur de livres, Parigi, Silvestre, 1834, 3 vol.sito web
  - sito web v.2, sito web v.3
- Poesie francesi di J. G. Alione (d'Asti) (it), composte  dal 1494 al 1520, J.-C. Brunet, Parigi, Silvestre, 1836, sito web
- Recherches bibliographiques et critiques sur les éditions originales des cinq livres du roman satirique de Rabelais et sur les différences de texte qui se font remarquer particulièrement dans le premier livre du "Pantagruel" et dans le "Gargantua", Parigi, L. Potier, 1852, sito web
- Manuel du libraire et de l'amateur de livres (catalogo per librai e bibliotecari), Parigi, Firmin Didot frères, 1860–1865,sito web
  - 4th ed.